# Cassou
Cassou ist sowohl eine Gemeinde (französisch commune rurale) als auch ein dasselbe Gebiet umfassendes Departement im westafrikanischen Staat Burkina Faso, in der Region Centre-Ouest und der Provinz Ziro. Die Gemeinde hat in 30 Dörfern 40.833 Einwohner.